# Anarta mediosanguinea
Anarta mediosanguinea är en fjärilsart som beskrevs av Heydemann 1929. Anarta mediosanguinea ingår i släktet Anarta och familjen nattflyn. Inga underarter finns listade i Catalogue of Life.